# Khu vực các miếu thờ ở Đại Nội Huế

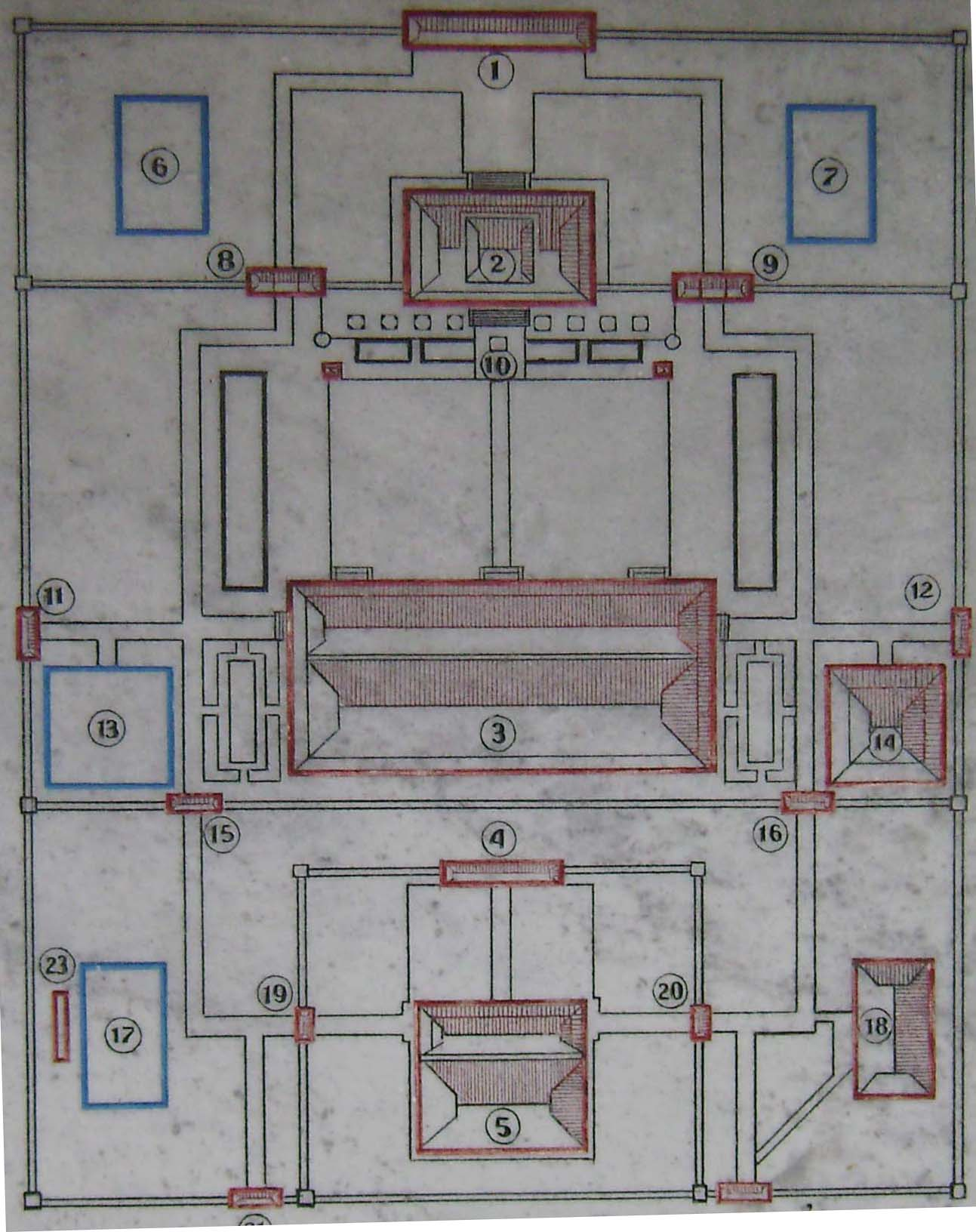
Sơ đồ khu vực các miếu thờ trong Hoàng thành Huế 1.Miếu môn 2.Hiển Lâm các 3.Thế Tổ miếu 4. Miếu môn 5.Hưng Tổ miếu 6.Tả Tùng tự 7.Hữu Tùng tự 8.Tuấn Liệt môn 9.Sùng Công môn 10.Cửu Đỉnh 11.Khải Dịch môn 12.Sùng Thành môn 13.Điện Canh Y 14.Thổ công từ 15.Hiển Hựu môn 16.Đốc Hựu môn 17.Thần Khố 18.Thần Trù 19. Chương Khánh môn 20. Dục Khánh môn 21. Trí Tường môn 22. Ứng Tường môn. 23. Bia đá

Khu vực các miếu thờ ở Đại Nội Huế nằm ở góc đông nam của Hoàng thành Huế, bên trái Ngọ Môn, gồm có hai miếu chính: Thế miếu thờ các vị vua triều Nguyễn và Hưng miếu thờ song thân của vua Gia Long. Đây được coi là các công miếu, nơi triều đình tổ chức cúng tế, nữ giới (kể cả hoàng hậu) không được tham dự.
Khu vực này được xây dựng vào đầu thế kỷ XIX, trước đây gồm có 9 công trình, hiện nay chỉ còn 5 công trình là: Thế miếu, Hưng miếu, Hiển Lâm các, Thổ Công từ và nhà Thần Trù. Ngoài ra trong khu vực này còn có Cửu Đỉnh.
Riêng Thái miếu và Triệu miếu nằm ngoài khu vực này, và nằm bên phải Ngọ Môn.

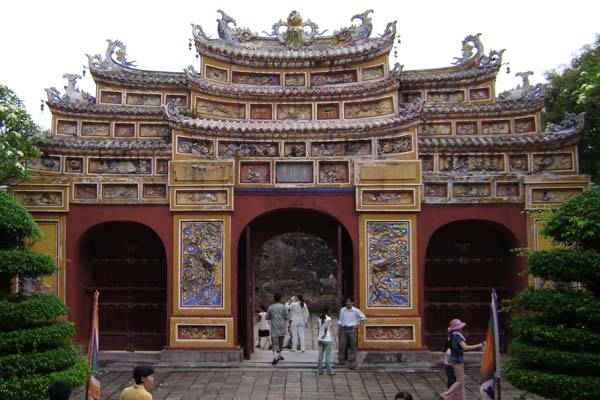
Miếu môn khu vực các miếu thờ
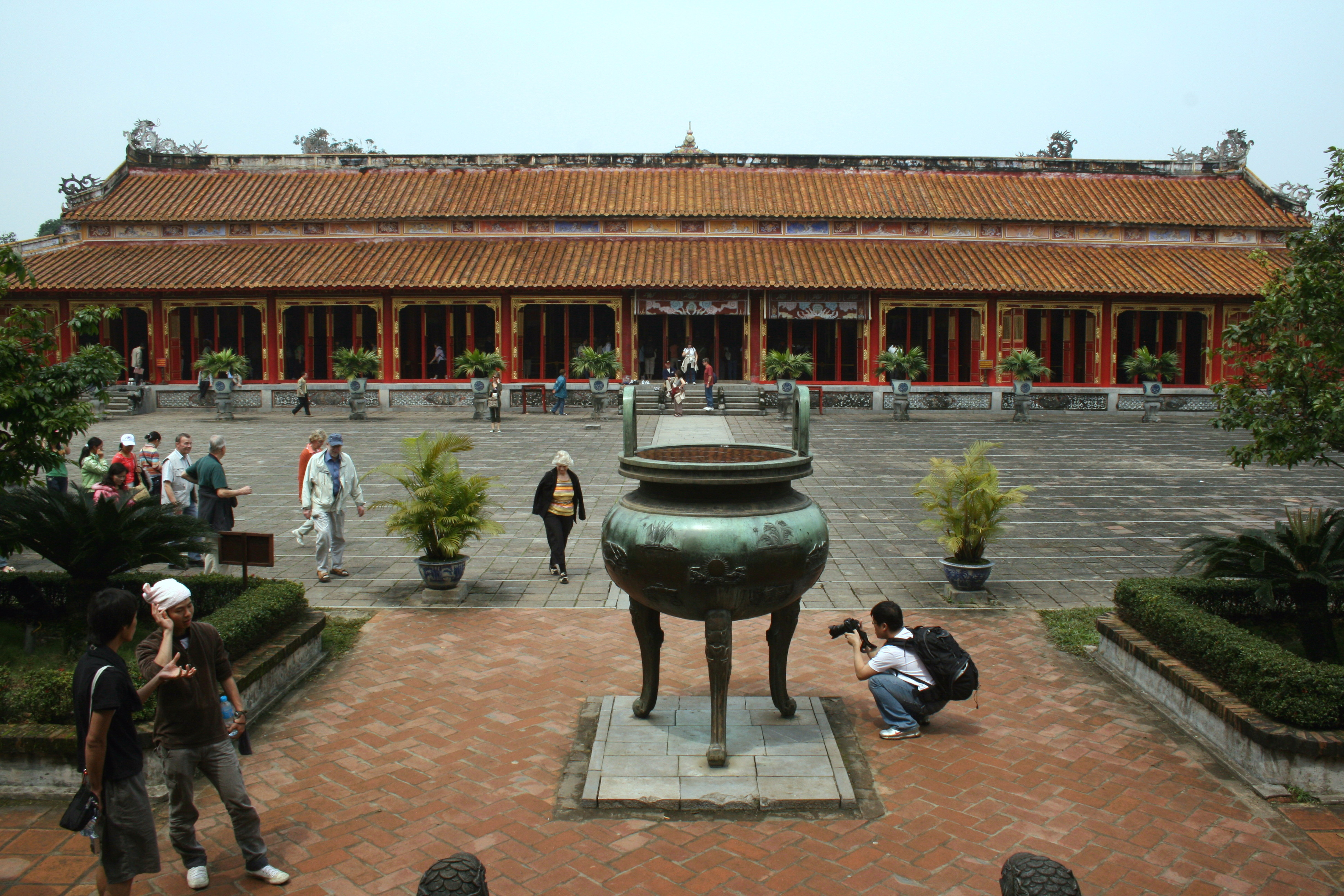
Thế Tổ miếu
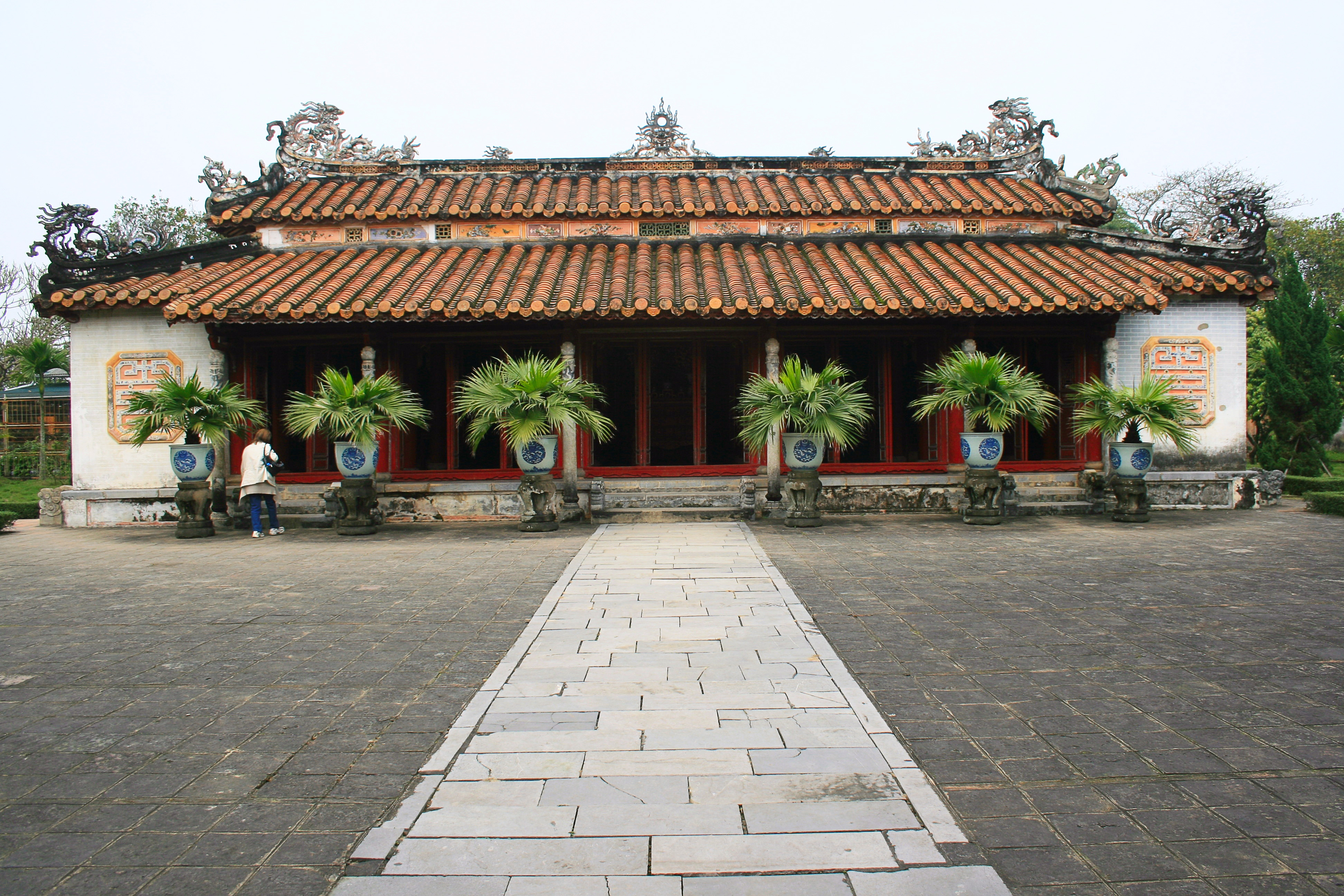
Hưng miếu
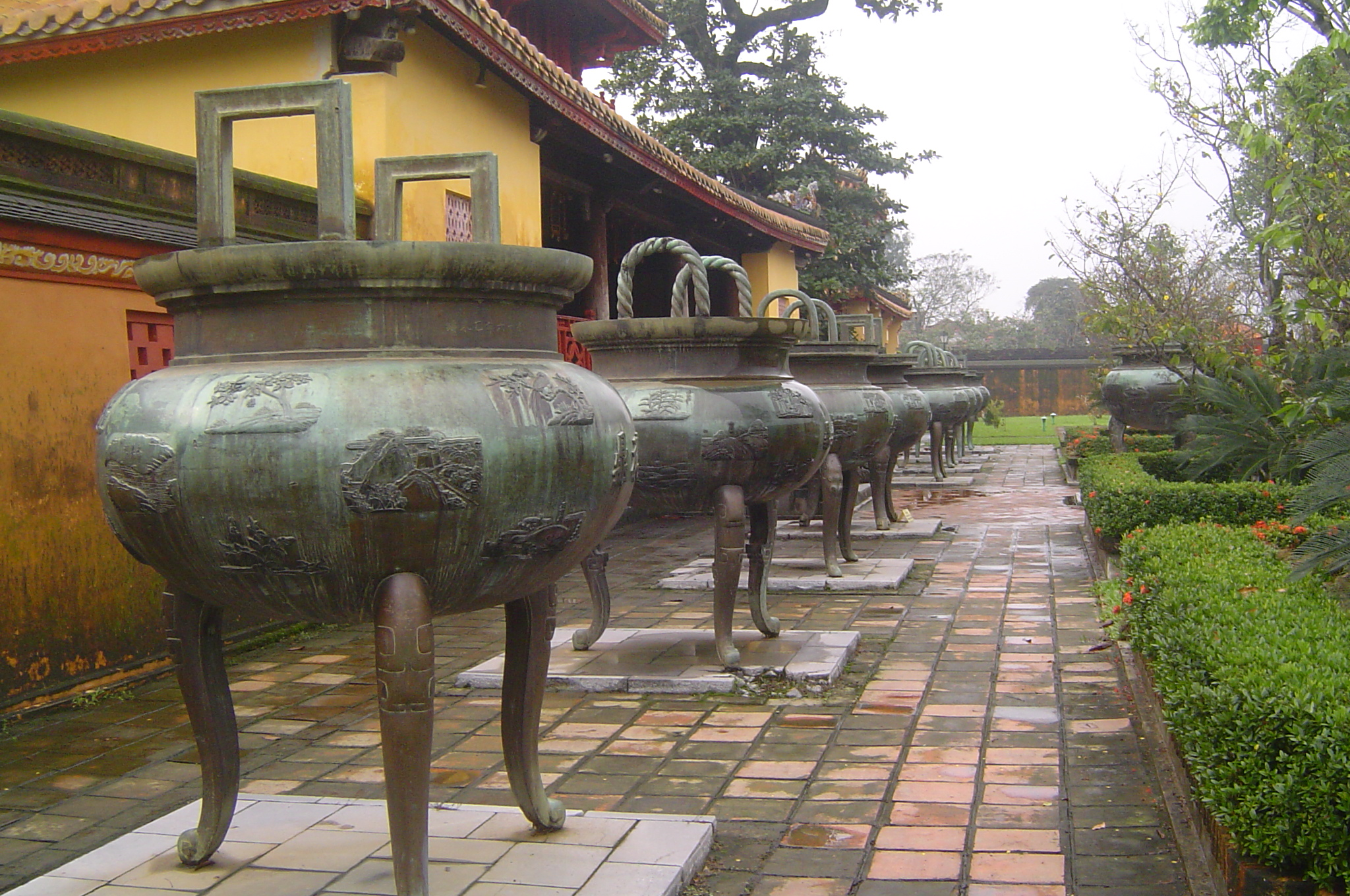
Cửu Đỉnh